# Bernard Valcourt
Pour les articles homonymes, voir Valcourt.
Bernard Valcourt (18 février 1952 - ) est un avocat et notaire, et un homme politique canadien. Il a été plusieurs fois ministre dans les cabinets de Brian Mulroney, Kim Campbell et Stephen Harper. Il a siégé à la Chambre des communes du Canada de 1984 à 1993 et de 2011 à 2015. 

## Biographie
Avocat de formation, Bernard Valcourt est né le 18 février 1952 à Saint-Quentin, au Nouveau-Brunswick. Son père est Bertin Valcourt et sa mère est Géraldine Allain. Il étudie au Collège Saint-Louis-Maillet d'Edmundston puis à l'Université du Nouveau-Brunswick. Il a deux enfants.
Il est député de Madawaska—Victoria à la Chambre des communes du Canada de 1984 à 1993 en tant que progressiste-conservateur. Il est secrétaire parlementaire au ministère d'État (Sciences et Technologie) et secrétaire parlementaire au ministère du Revenu de 1985 à 1986, ministre d'État (Petite entreprises et Tourisme) de 1986 à 1987, ministre d'État (Affaires indiennes et du Nord canadien) de 1987 à 1988, ministre de la Consommation et des Sociétés en 1989, ministre des Pêches et des Océans en 1990, ministre de l'Emploi et de l'immigration de 1991 à 1993 et ministre du travail en 1993. Il a un accident de motocyclette le 4 juillet 1989, qui lui fait perdre l'usage de son œil droit.
Le 28 mars 2011, Bernard Valcourt confirme les rumeurs de sa candidature à l'élection fédérale canadienne de 2011 pour la circonscription de Madawaska-Restigouche, comme représentant du parti conservateur du Canada, et il est élu à ces élections du 2 mai 2011. Le 18 mai 2011, il revient au cabinet alors que le premier ministre Stephen Harper le nomme ministre d'État à la Francophonie et à l'Agence de promotion économique du Canada atlantique.
Le 22 février 2013, à l'occasion d'un remaniement ministériel, Bernard Valcourt est nommé ministre des Affaires autochtones et Développement du Nord Canada. Sa tâche de ministre d'État à la Francophonie est alors confiée à son collègue Steven Blaney.
Lors des élections générales de 2015, il a été défait par René Arseneault du Parti libéral du Canada.